# Дряново
Дряново (болг. Дряново [ˈdrʲanovo]) — місто в Болгарії. Розташовано в Габровській області, входить до складу громади Дряново. Населення становить 7,3 тисяч чоловік (2012).

## Політична ситуація
Кмет (мер) громади Дряново — Іван Ілієв Ніколов (незалежний).

## Пам'ятки
- Дряновський монастир

## Відомі особи
- Дряново — батьківщина видатного болгарського архітектора XIX століття Колю Фічето.
- Христо Койчев
- Стойчо Мошанов (1892—1975) — болгарський політик.

## Карти
- bgmaps.com[недоступне посилання з серпня 2019]
- emaps.bg[недоступне посилання з травня 2019]
- Google